# Meller Möbelfabrik
La société Meller Möbelfabrik GmbH, Melle (MMM) est un ancien fabricant de meubles de maison et de bureau haut de gamme, situé à Melle, en Allemagne, fondé en 1870 sous le nom de J.H. Krumnack, Möbelfabrik, Dampfsägewerk und Holzhandlung et liquidé en 1975 après une histoire mouvementée. Avec parfois jusqu'à 200 employés, cette entreprise de taille moyenne, dirigée par son propriétaire, était un élément important de l'industrie du meuble en Westphalie orientale. Certains bâtiments sont classés monuments historiques et bien conservés.

## Histoire

### Prémices (1870-1908)

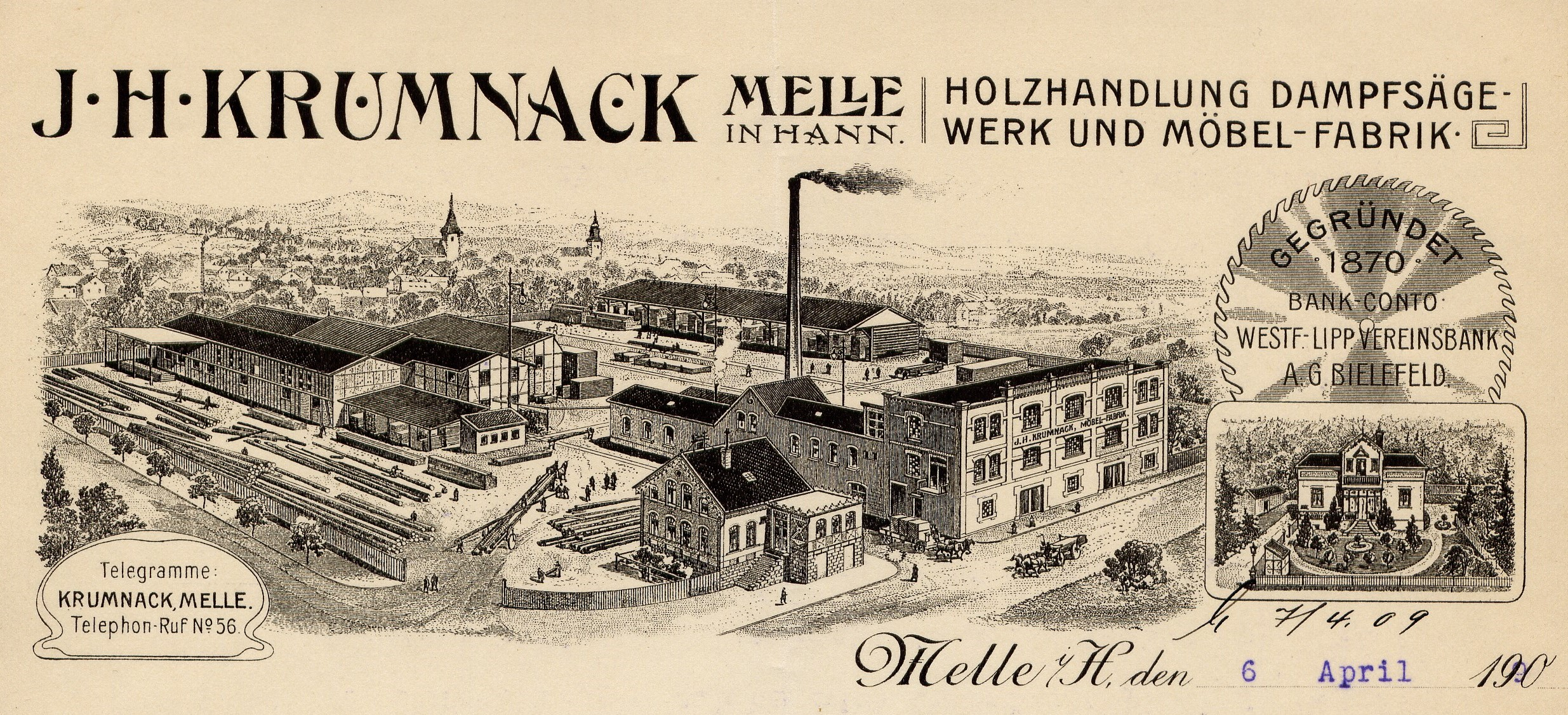
En-tête de lettre 1909.

En 1870, la société J.H. Krumnack, Möbelfabrik, Dampfsägewerk und Holzhandlung a été fondée à Melle. Un terrain situé à proximité de la gare avec accès par la « Oldendorfer Straße » a été choisi comme site d'implantation afin de pouvoir exercer une activité suprarégionale. Une première expansion eut lieu en 1904 avec la construction du bâtiment d'usine de trois étages, qui existe encore aujourd'hui, dans une architecture industrielle classique, ainsi que d'un bâtiment de bureaux et d'habitation. Quelques années plus tard, une nouvelle salle des machines fut construite.
En 1908, après les récents investissements, l'entreprise Krumnack connut des difficultés financières dues à la baisse de son chiffre d'affaires[source insuffisante], qui conduisirent à l'ouverture de la procédure de liquidation le 6 avril 1909 (acte d'ouverture de la procédure de faillite du 6 avril 1909). Jusqu'à cette date, un fournisseur important était le magasin d'importation de bois Pundt & Kohn à Geestemünde. (aujourd'hui Bremerhaven). Par le biais de crédit de livraison de marchandises, Pundt & Kohn était un créancier important de la société Krumnack. Pour cette raison et aussi pour des intérêts familiaux, l'entreprise de Melle fut reprise par Pundt & Kohnert le 27 septembre 1909 dans le cadre de la vente forcée liquidative.

### Meller Möbelfabrik GmbH (1909-1932)
Franz Kohn, propriétaire de la société Pundt & Kohnert, avait deux fils, dont Hans Kohnert continua le commerce de bois à Geestemünde et Gerhard Kohnert prit la direction de la fabrication nouvellement acquise à Melle, qui fut inscrite au registre du commerce en 1909 sous le nom de Meller Möbelfabrik GmbH avec pour activité principale la fabrication de meubles. L'unique propriétaire était la OHG Pundt & Kohnert à Geestemünde, dont Gerhard Kohn restait l'associé personnellement responsable et autorisé à signer (bilan d'ouverture du 1er janvier 1924).
Les quelques années précédant la Première Guerre mondiale furent mises à profit pour développer la fabrication de meubles. Lorsque la guerre a éclaté, la production a été en grande partie réorientée vers les produits importants pour la guerre. Des investissements ont néanmoins été réalisés pendant la guerre. Pour répondre aux besoins accrus en chauffage des locaux de fabrication et en chaleur industrielle, la chaudière à vapeur a dû être rénovée. C'est ainsi qu'entre 1916 et 1918, une nouvelle cheminée en brique de 40 m de haut et une nouvelle chaufferie avec une un bloc pour le bran de scie, sous-sol ont été construites. La cheminée, qui était alors un symbole de statut social, était à l'époque la plus haute de Melle avec ses 40 mètres.
Au début de la République de Weimar et avec l'essor économique des années 1930, l'extension progressa rapidement. Les nouvelles constructions pour la production de meubles ont commencé dès 1921, malgré l'inflation allemande de 1914 à 1923. Avec la construction d'un nouveau bureau et de la conciergerie en 1924, l'adresse commerciale et l'accès principal furent déplacés dans la « Teichbruchstraße » (redevenue « Bismarckstraße » en 1953). Sur la conciergerie, on installa un capot en cuivre avec une horloge de tour de la ' « Turmuhrfabrik Ed. Korfhage & Söhne » à Melle/Buer, qui fournissait également le carillon de l'hôtel de ville de Melle.

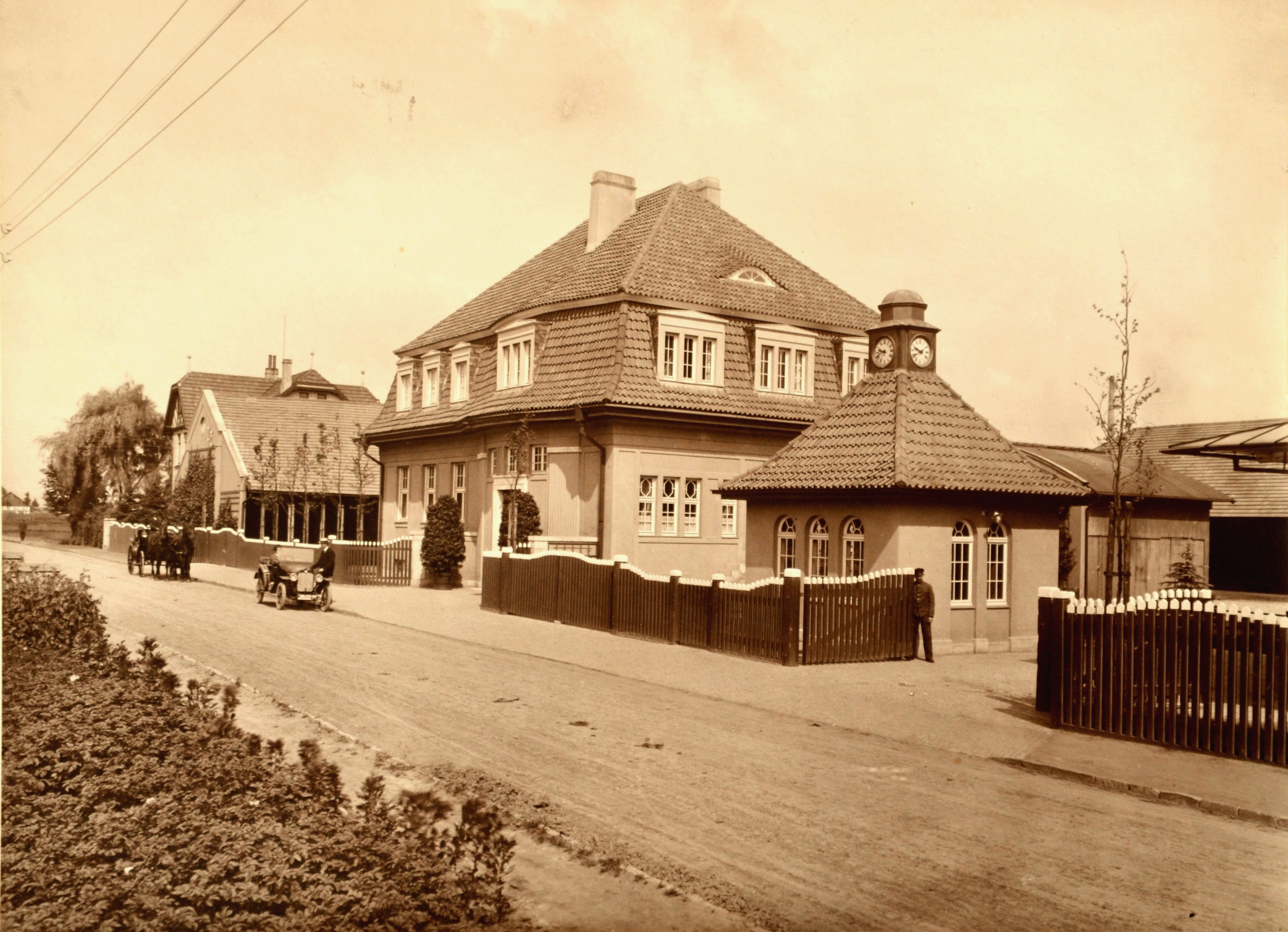
Bureau et maison de gardien
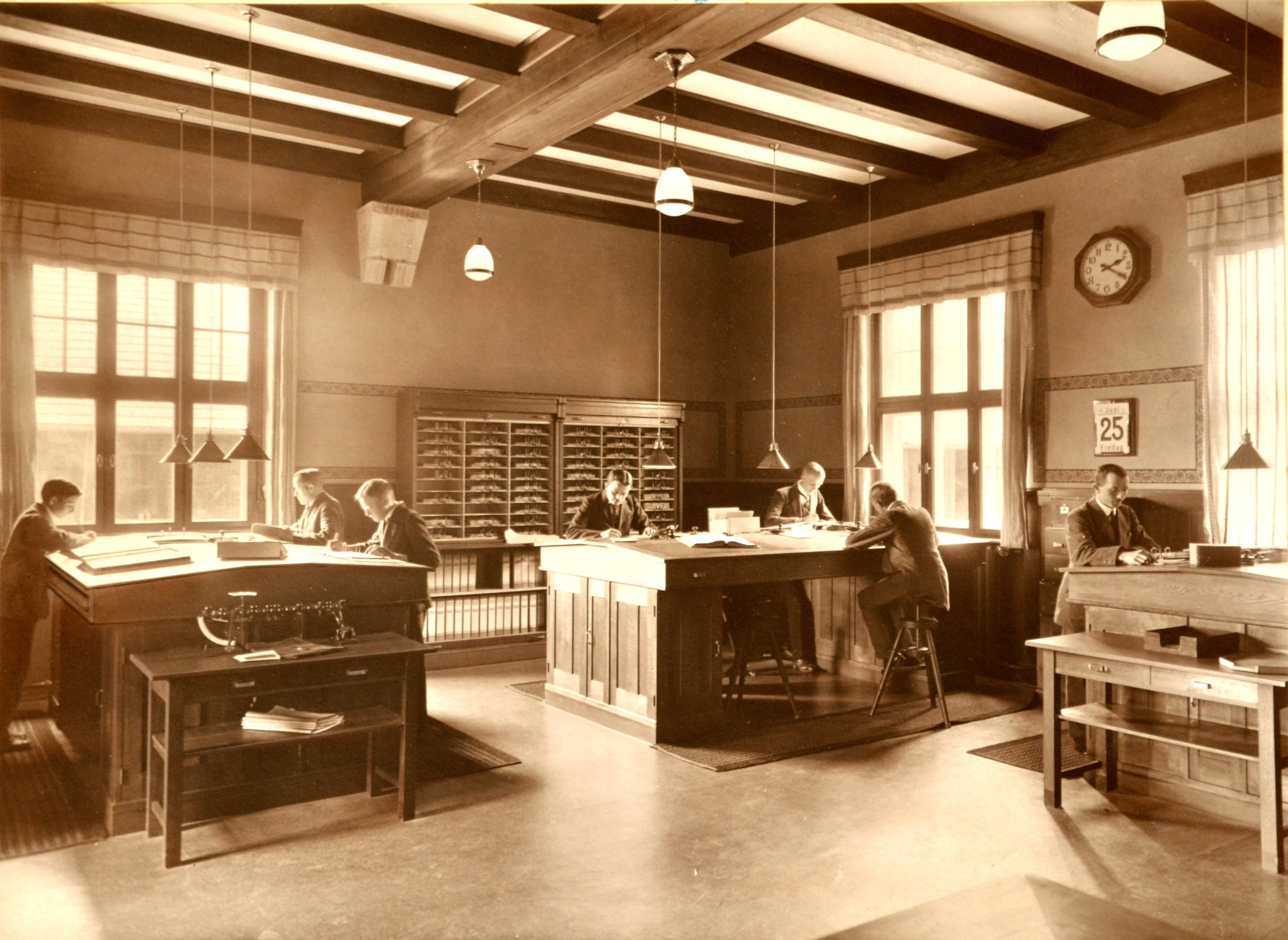
Bureau du comptable 1926
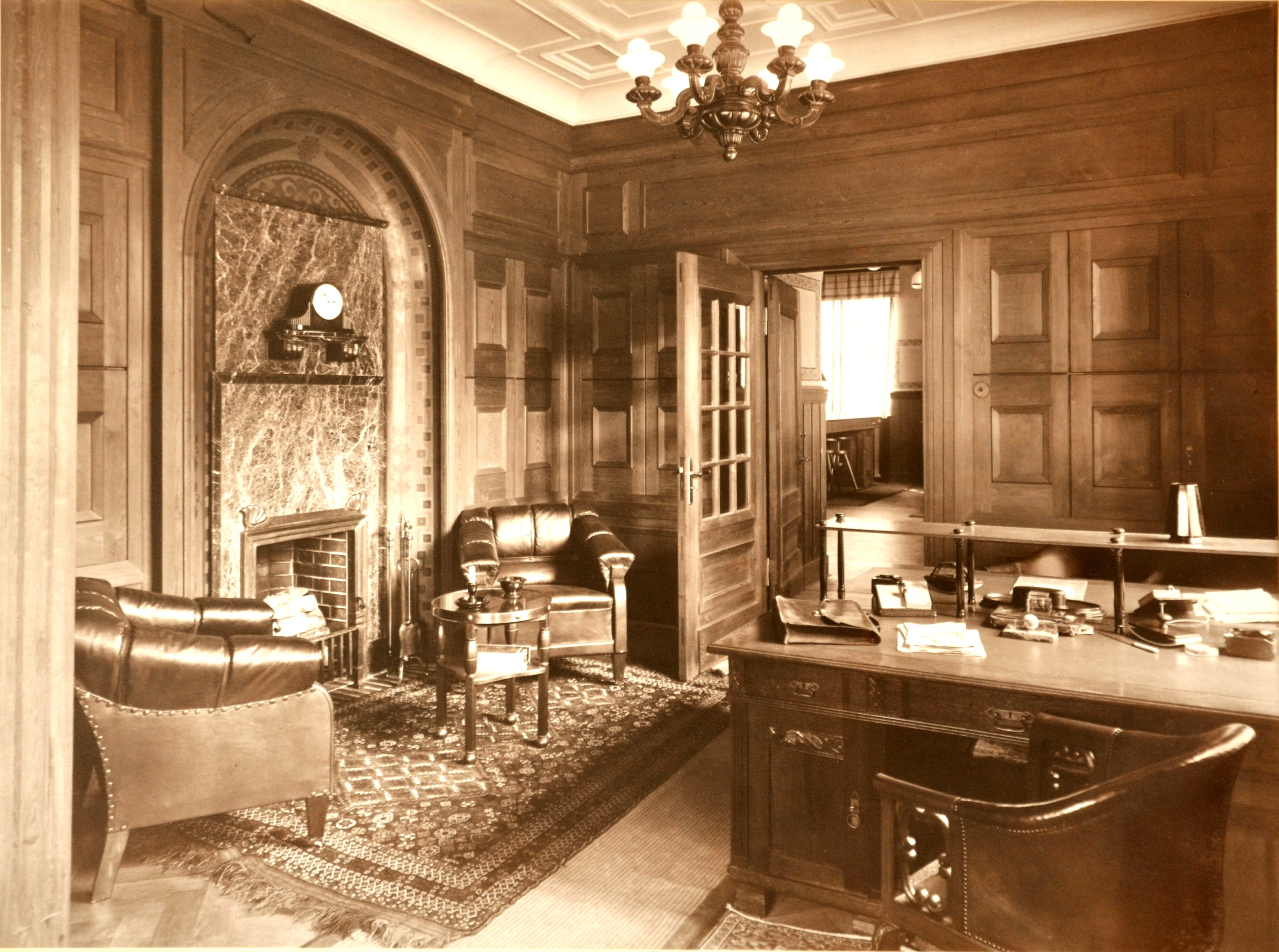
Bureau privé et salle de réception
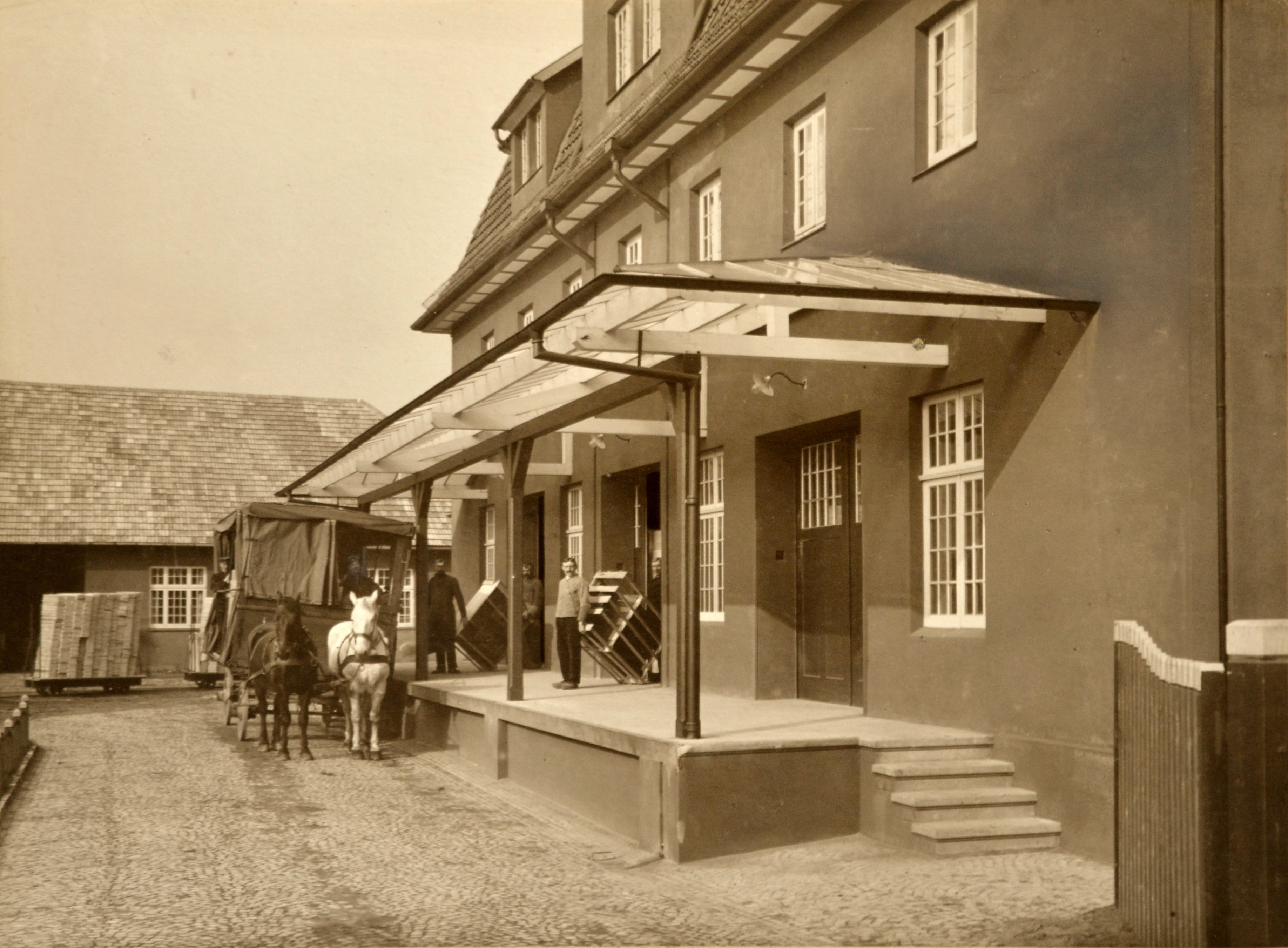
La rampe de chargement
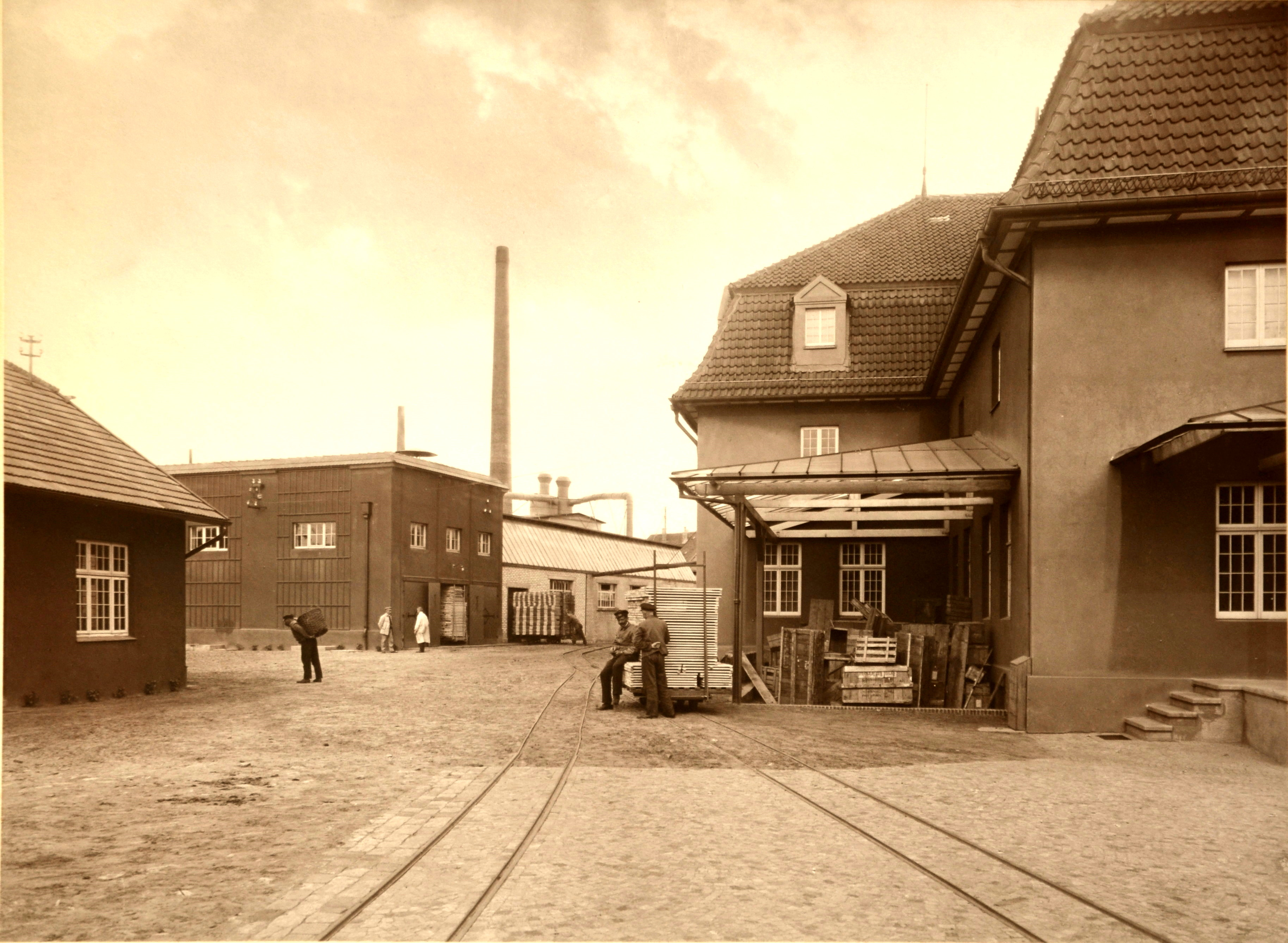
Cour d'usine
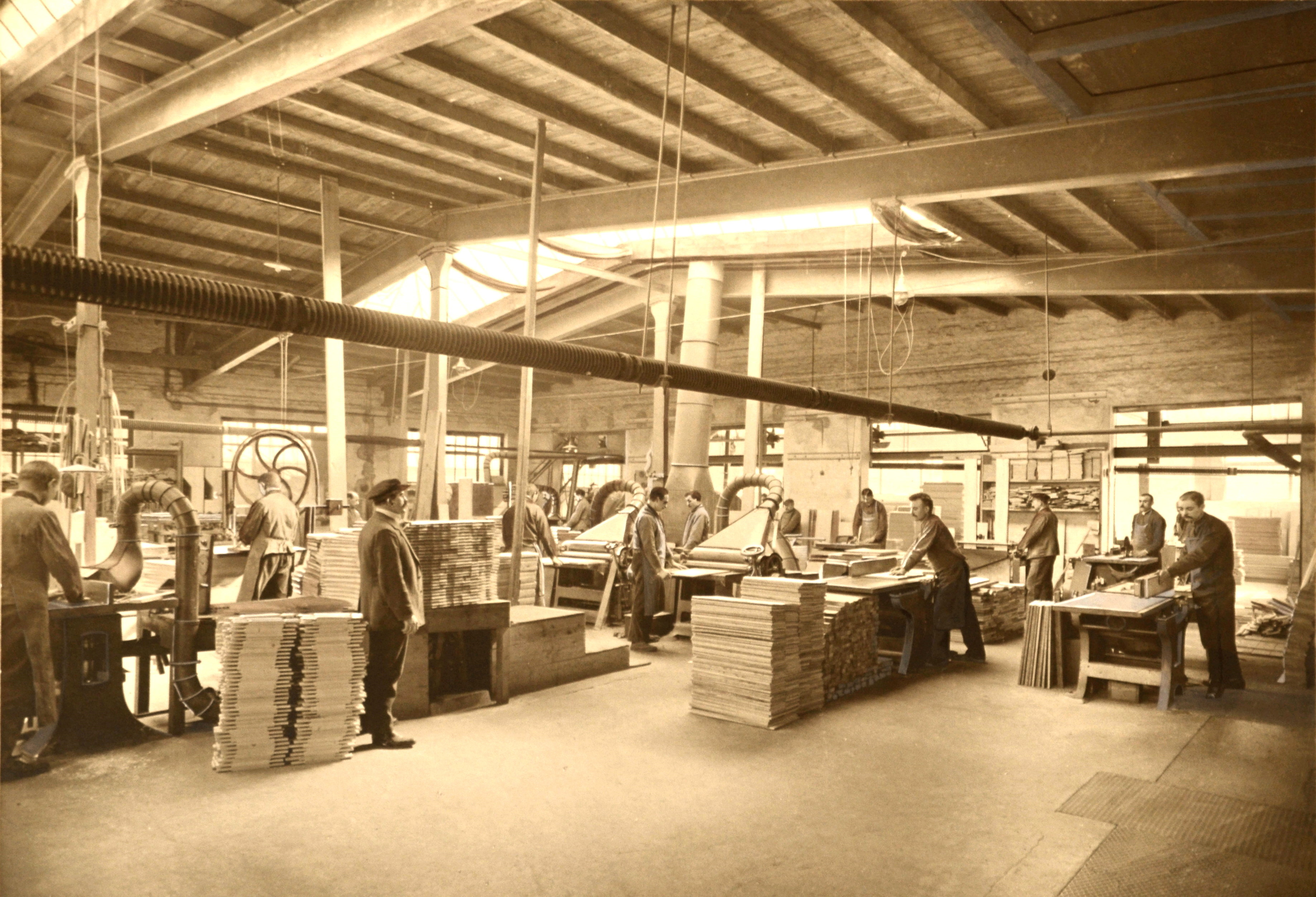
Salle des machines
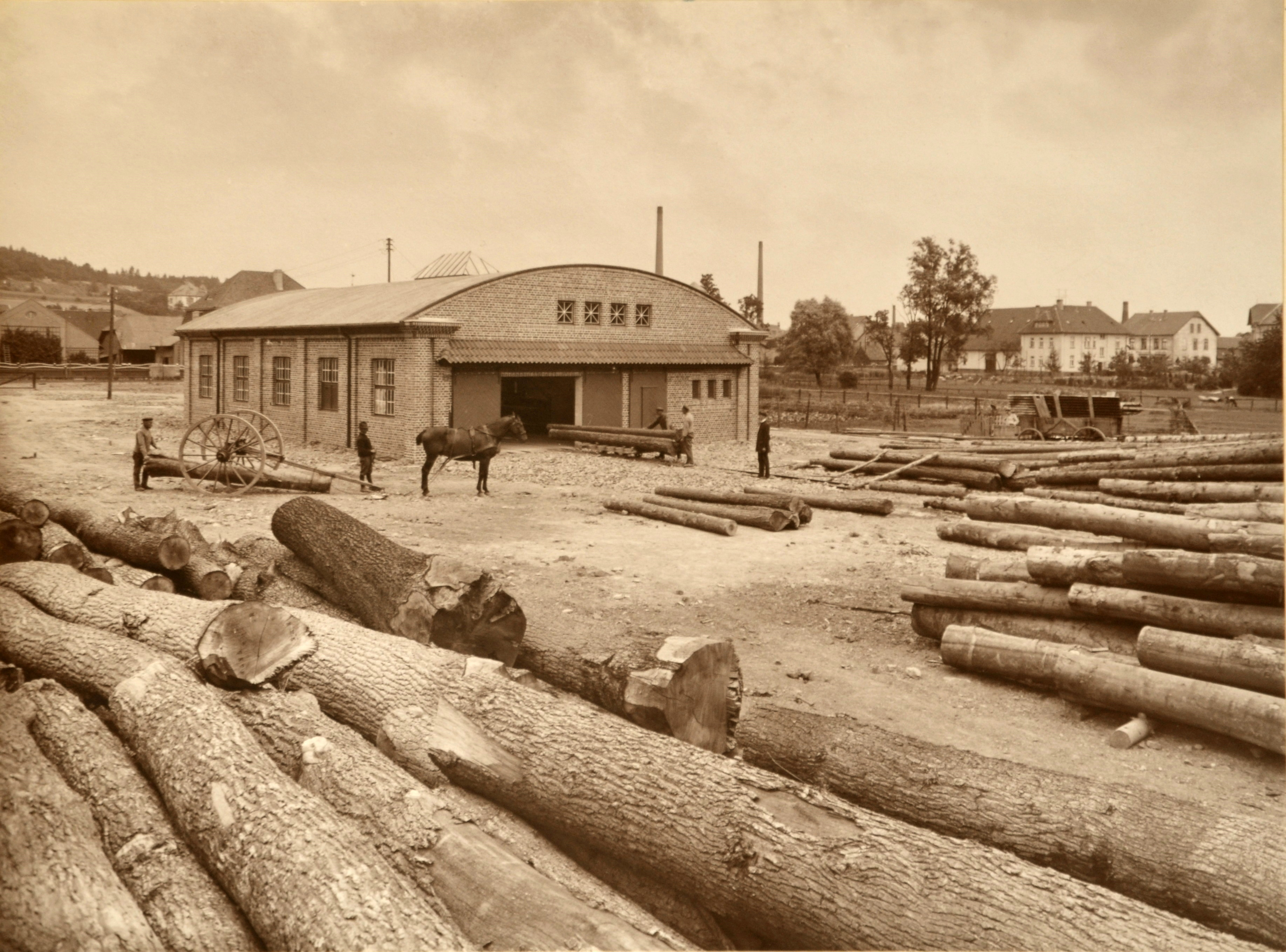
Scierie avec parc à grumes

En 1925, le terrain de l'entreprise a été agrandi pour permettre la construction d'une nouvelle scierie de l'autre côté de la Teichbruchstraße. Cette scierie fut équipée d'une grille horizontale à entraînement électrique, d'une grande scie circulaire et d'un atelier d'affûtage des scies. C'est là que l'on débite, pour les besoins propres de l'entreprise, des bois ronds provenant des forêts environnantes. Les principales essences étaient le hêtre, le chêne, le pin et le épicéa. La scierie a été complétée peu de temps après par un hangar de bois d'environ 2,500 m2 pour le séchage à l'air des bois débité. La scierie, le hangar à bois et l'usine de meubles étaient reliés par un rail à voie étroite avec aiguillages, des wagons transversaux et des plateaux tournants sur lesquels les wagons de marchandises chargés étaient poussés ou tirés par des chevaux.
En 1927, la « Villa Sonneck » a été construite sur la colline de Melle. La villa spacieuse avec vue sur la ville de Melle était chauffée par des cheminées ouvertes et des poêles en faïence. Pour le personnel, un système d'appel électromagnétique a été installé, grâce auquel des numéros indiquaient dans la cuisine dans quelle pièce le maître de maison ou ses invités souhaitaient être servis. La serre, construites en contrebas de la villa sur le flanc de la montagne, étaient reliées à la cave de la maison par un passage souterrain.

### Exploitation sous le régime national-socialiste (1933-1945)
Les nationaux-socialistes s'efforçaient d'augmenter la productivité de l'industrie. Dans le cadre des mesures KdF, des espaces de détente devaient être aménagés pour les employés pendant les pauses de travail, afin de renforcer la volonté de performance pour le « Führer, le peuple et la patrie ». Chez MMM, des locaux sociaux ont été construits à cet effet et des marronniers ont été plantés sur l'espace libre au coin de la « Oldendorfer Strasse » et de la « Bahnhofstrasse », des espaces verts ont été aménagés et des bancs en bois ont été installés pour la détente. En 1939, l'usine de meubles de Melle ainsi que l'usine de meubles concurrente « Gebrüder Kruse » reçurent le certificat « d' Entreprise modèle nationale-socialiste ».
En 1937, le nom de famille et le nom de l'entreprise Kohn ont été modifiés en Kohnert à la demande de Hans Kohn et approuvés par le ministère le 14 août 1937. La raison en était l'hostilité à l'égard du nom de famille Kohn/Cohn à consonance juive dans le cadre de l’aryanisation en l’époque national-socialiste.
La reconversion vers des produits essentiels à la guerre était déjà connue depuis la Première Guerre mondiale. C'est ainsi que pendant la Seconde Guerre mondiale, la production de la MMM a également été réorientée vers des productions essentielles à la guerre. Outre la fabrication de caisses de munitions, l'usine de meubles réparait et construisait également des avions (nous ne disposons pas de plus amples informations à ce sujet). Le personnel dirigeant, s'il n'était pas au front, a été formé spécialement pour cette tâche. Le manque de personnel dû à la conscription était compensé par l'emploi de main-d'œuvre féminine. Plus tard, des travailleurs forcés furent également affectés à l'entreprise. Ces femmes et ces hommes étaient logés dans les étages supérieurs de l'usine de meubles. Sous le service d'expédition et sous les séchoirs, il y avait des caves qui furent transformées en abri antiaérien par l'installation de portes en acier.
En 1940, l'association Unterstützungseinrichtung Meller Möbelfabrik GmbH e.V. est inscrite au registre du commerce. L'objectif est inconnu.

### Période de miracle économique (1946-1961)
Après la fin de la guerre, la direction de l'entreprise a pu très rapidement atteindre un reprise économique. Cela fut favorisé par le fait qu'aucun dommage de guerre n'était à déplorer dans l'usine et qu'il y avait bien sûr un grand besoin de meubles. La mise en place rapide d'un nouveau et vaste réseau de distribution pour la République fédérale en plein essor assura de bons chiffres d'affaires avec une clientèle fidèle. En tant qu'exposant au Foire du meuble de Cologne qui a lieu tous les deux ans, il était possible d'y enregistrer tant de commandes que la production tournait ensuite toujours à plein régime pendant au moins six mois.
Immédiatement après la fin de la guerre, la villa « Haus Sonneck » a été réquisitionnée par les troupes d'occupation britanniques. Gerhard Kohnert a donc dû déménager provisoirement dans le bâtiment des bureaux de la MMM. En raison de cette situation d'urgence, la construction de nouveaux logements a commencé au plus vite. C'est ainsi que la construction du complexe d'habitation de l'usine dans la « Bismarckstraße », avec ses trois maisons en briques et son grand jardin, a pu être achevée dès 1949. Gerhard Kohnert s'installa au numéro 15 de la maison du milieu et le directeur de l'entreprise et fondé de pouvoir au numéro 13. Pour des raisons familiales, la maison no 17 ne devait pas être occupée, mais elle fut tout de même achevée en tant que gros œuvre, afin de ne pas perturber la symétrie du complexe résidentiel. Ce n'est que 13 ans plus tard, après la mort de Gerhard Kohnert, que le second œuvre fut achevé et que la maison fut utilisée comme logement d'usine.
Dès le début de l'occupation, la maison Sonneck a été modernisée par les Britanniques avec l'installation d'un chauffage central au coke et les poêles en faïence démontés ont été stockés temporairement à la MMM. Ce n'est qu'après l'abrogation du statut d'occupation par les accords de Paris le 5 mai 1955 que la villa a été rendue à la population. Cependant, la maison et le jardin avaient beaucoup souffert au cours des dernières années, si bien que d'importants travaux de rénovation furent nécessaires avant que la famille du neveu de Gerhard Kohnert, Franz Kohnert, puisse y emménager. En 1962, la villa a été vendue pour des raisons de liquidités.
Dans les années 1950, les installations de fabrication ont été modernisées de manière constante mais pas complète. En 1956, la Salle des machines fut la dernière construction à être agrandie afin d'avoir plus de place pour la production de panneaux lattés. Cette année-là, un contrat de transfert des bénéfices fut également conclu, obligeant la GmbH à transférer à l'avenir tous ses bénéfices à la société mère de Bremerhaven, affaiblie par les destructions de guerre. C'est ainsi que la GmbH s'est retrouvée financièrement exsangue au cours des années suivantes et qu'un retard d'investissement considérable s'est développé.
En 1953, Gerhard Kohnert reçut la Croix fédérale du mérite pour ses mérites dans le développement de l'industrie locale du meuble[source insuffisante].

### Nouvelle direction (1962-1975)
Le 5 juillet 1962, Gerhard Kohnert décède après avoir dirigé l'entreprise pendant 53 ans en tant qu'associé gérant. À son apogée, l'entreprise employait 200 personnes et représentait une part importante de l'industrie du meuble Westphalie orientale. Son frère Hans Kohnert, originaire de Bremerhaven, prit alors la direction de l'entreprise. Il ne put cependant pas enrayer le déclin économique. Sur l'insistance des banques de la maison, Hans Kohnert vendit la Meller Möbelfabrik aux principaux créanciers en 1967 afin d'éviter la faillite. Les nouveaux associés gérants, Hans Wilhelm Rottmann (copropriétaire de l'usine de panneaux de particules Rottmann à Herford) et Heinrich Fortmann (jusque-là fondé de pouvoir et directeur d'exploitation de la MMM), réussirent tout d'abord à redresser la situation économique de la MMM. Cependant, les inconvénients des bâtiments vétustes de l'usine (à trois étages et enchevêtrés) ne pouvaient pas être compensés à long terme, même par diverses mesures de rationalisation. Le capital ne suffisait pas à résorber l'important retard d'investissement. De plus, de nouveaux concurrents rendaient de plus en plus difficile de s'imposer sur le marché et d'obtenir les prix nécessaires.
En raison de la hausse des coûts et de la stagnation économique, des problèmes de liquidité se dessinent de plus en plus dès 1974, ce qui conduit en 1975 à l'insolvabilité. La production fut arrêtée et l'entreprise liquidée.

## Bâtiments
Les bâtiments qui subsistent de la fabrique de meubles de Melle se présentent aujourd'hui dans un état très soigné. Certains sont classés monuments historiques. La maison originale du portier a malheureusement été démolie vers 1980.
- Le bâtiment d'usine à trois étages de la « Oldendorfer Straße ». Construit en 1904 dans le style néo-renaissance.
- Le bâtiment d'usine de la « Bismarckstraße », utilisé pour divers bureaux et cabinets. Construit entre 1923 et 1927.
- Le bâtiment des bureaux dans la « Bismarckstraße ». Construit en 1924 dans le style de l'architecture réformée. Utilisé aujourd'hui comme Salle royale des Témoins de Jéhovah.
- Villa « Haus Sonneck » construite en 1927 dans le style de l'architecture réformée, aujourd'hui fortement modifiée par des transformations et des extensions.
- La façade sur rue de l'ancien hangar en bois avec les arcs de la porte. Construit vers 1927 dans le style néo-classicisme.
- Les trois maisons en briques de la cité d'usine classée de la « Bismarckstraße », aujourd'hui nos 23, 25 et 27, construites en 1949.

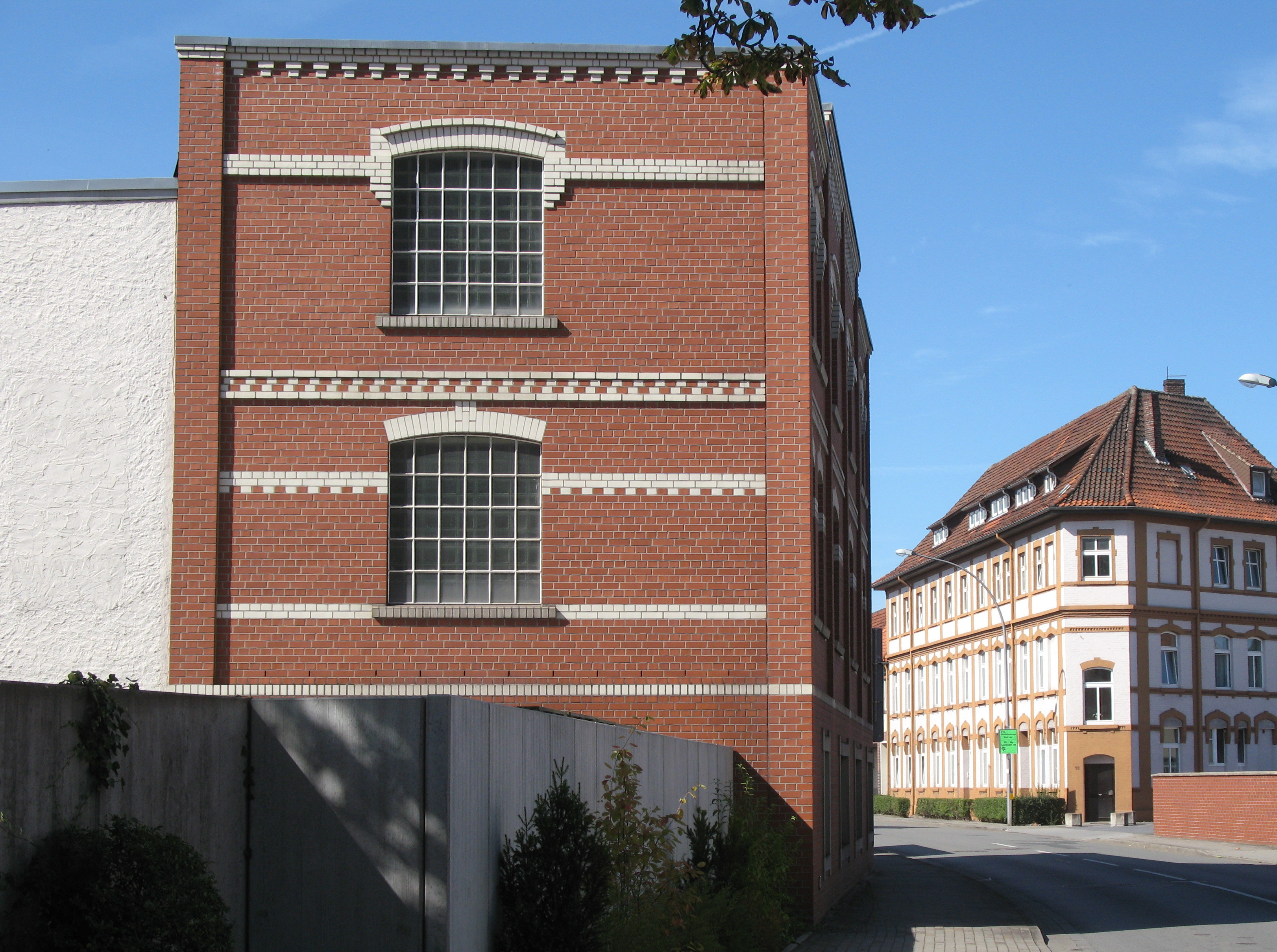
Immeuble sur Oldendorfer Strasse 2008.
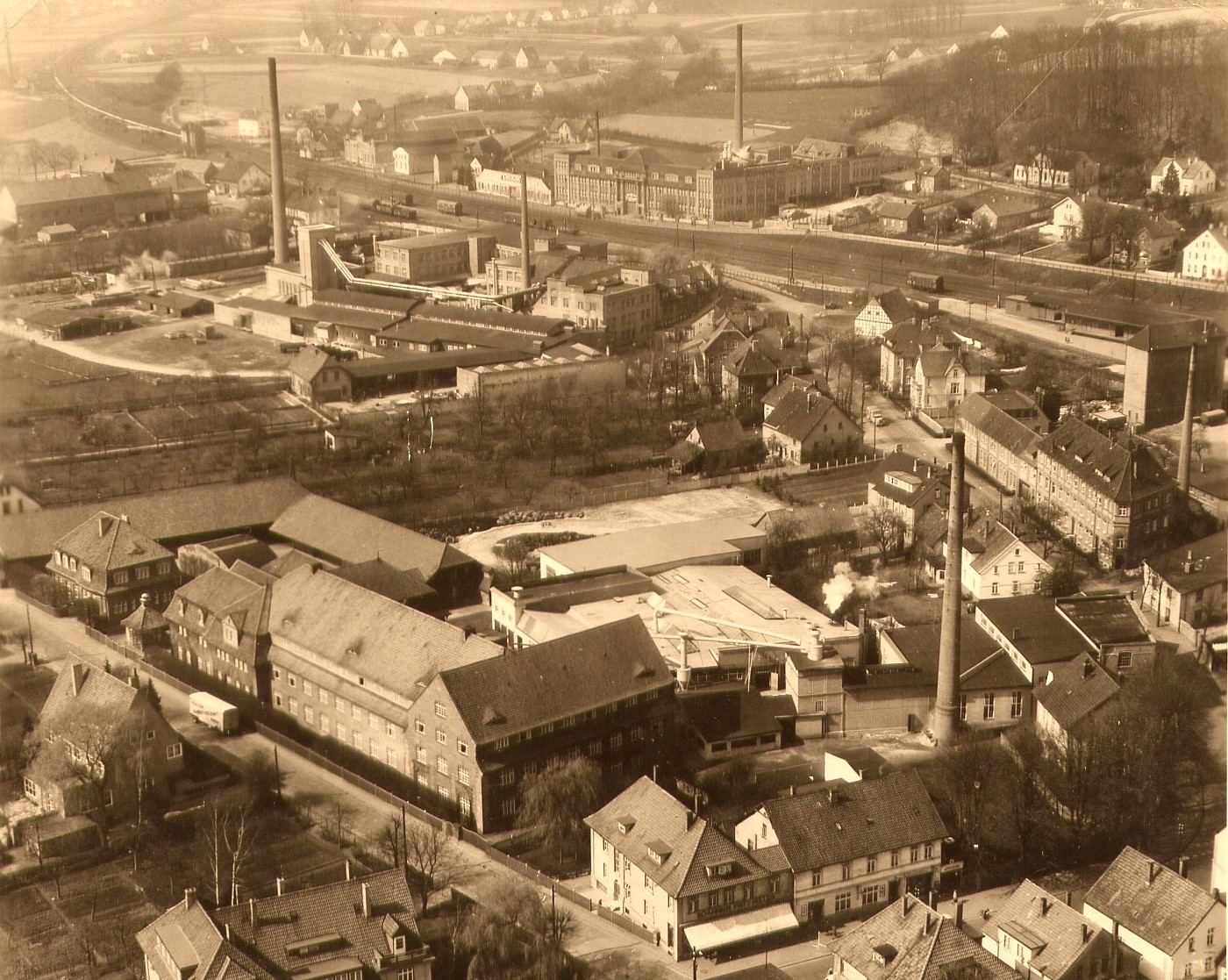
Meller Möbelfabrik (devant), Gebr. Kruse (milieu), W.Melchersmann (derrière le talus ferroviaire), 1956.
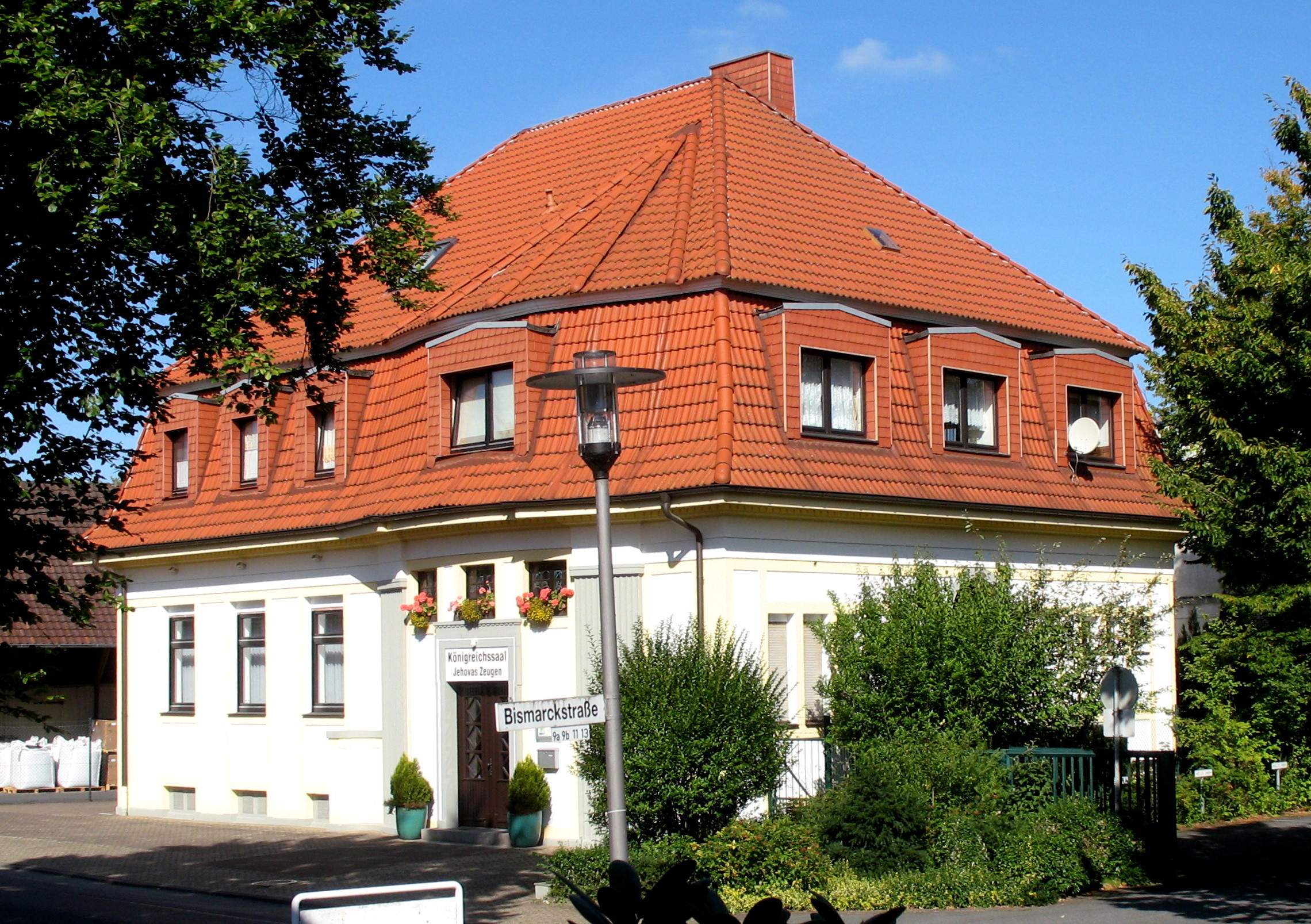
Immeuble de bureaux 2008.
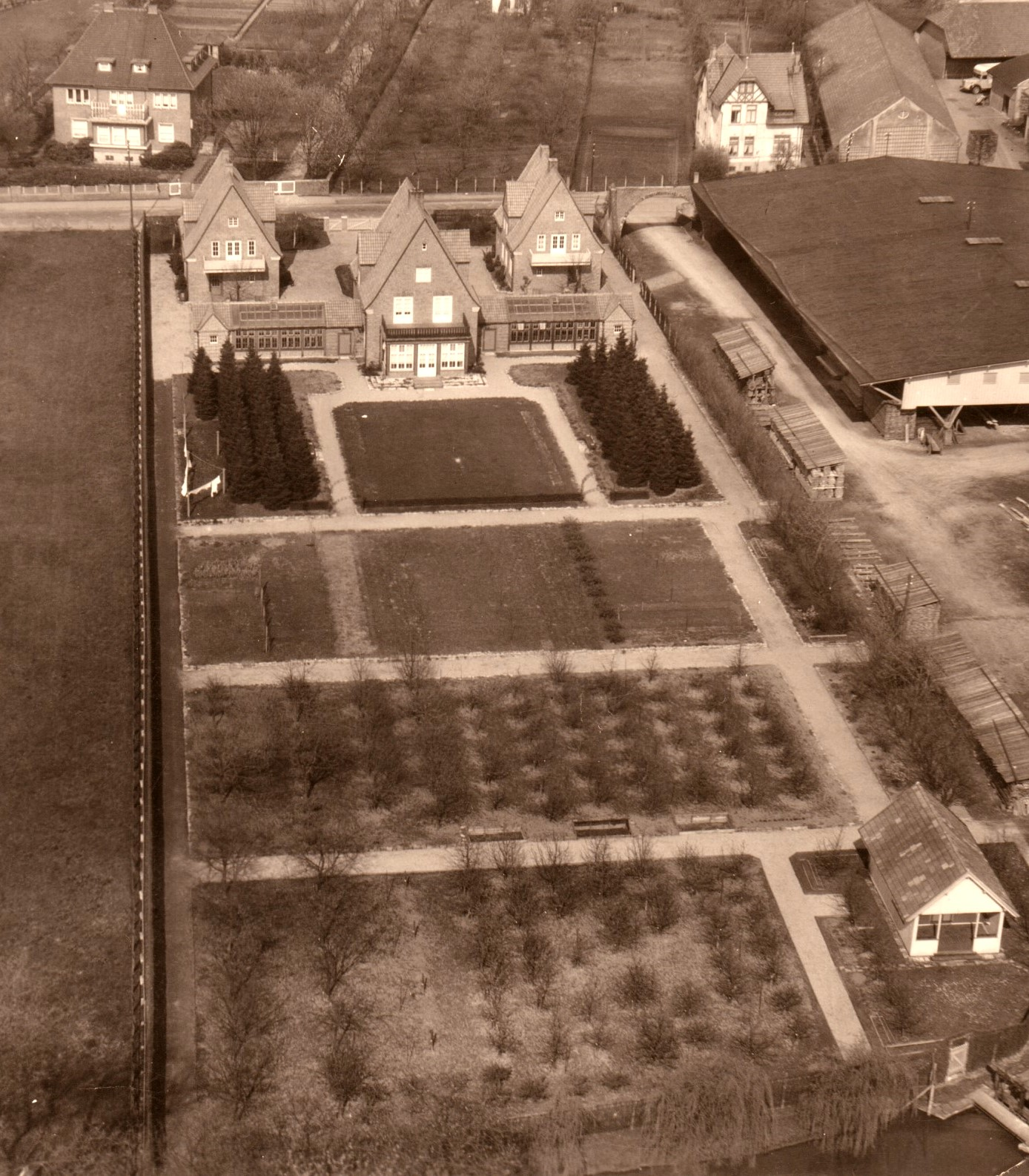
Règlement d'usine avec jardins, 1956.
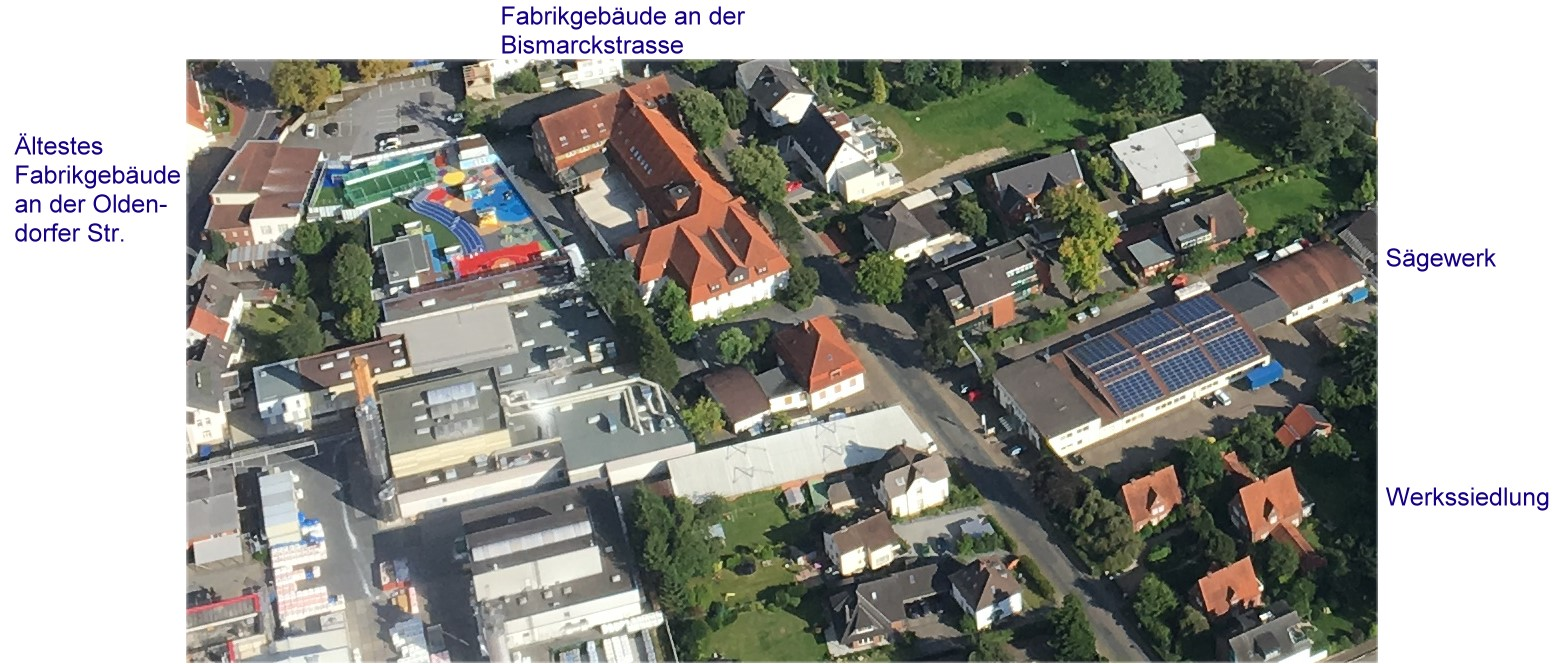
Bâtiments restants de la MMM, 2017.

## Produits

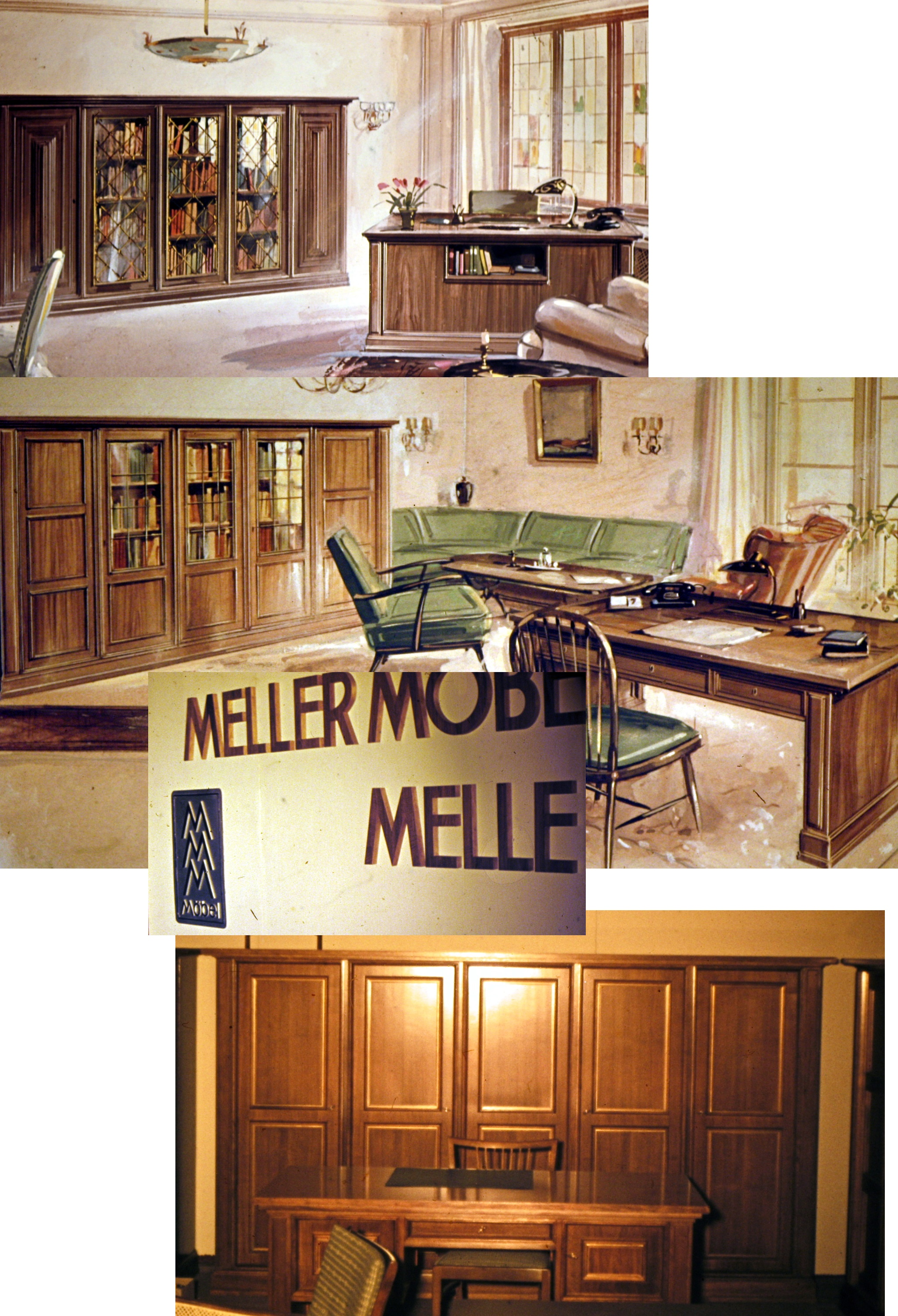
Catalogue de meubles, 1955.

- 1909-1930 : Laque abrasive, chambres à coucher, salles à manger et salons laqués, ainsi que cuisines laquées naturelles.
- 1930-1939 : chambres à coucher et chambres de fille distinguées, laquées et peintes, ainsi que des cuisines laquées naturelles et colorées.
- 1945-1952 : Cuisines modernes, chambres à coucher, salons et bureaux.
- 1952-1975 : Meubles de style haut de gamme, salons modernes, chambres d'affaires et chambres de maître ainsi que meubles de bureau, meubles rembourrés et fauteuils en acier tubulaire.

Pour ses meubles, Meller Möbelfabrik était titulaire de quelques brevets, par exemple pour un meuble transformable en bureau ou pour un élément d'armoire spécial.
Au milieu des années 1950, alors que les murs à livres étaient à la mode, MMM a déposé le nom de marque « Socrate pour ces Wohnmöbel modèles » afin de s'adresser à la clientèle cultivée. Le nom s'est tellement imposé auprès de la clientèle que toute la gamme de meubles a bientôt été commercialisée sous ce nom.
La distribution des meubles s'effectuait dans toute l'Allemagne de l'Ouest auprès du commerce de gros et du commerce de détail pour les meubles d'habitation, les équipements bancaires et le mobilier scolaire. Depuis 1930 environ, la marque de fabrique avec les MMM superposés était utilisée. Le client final le plus éminent était probablement l'empereur Haïlé Sélassié d'Éthiopie, qui a acheté un bureau de MMM.